# WWE NXT
WWE NXT — професійна реслінг-програма від World Wrestling Entertainment (WWE), яка стартувала 23 лютого 2010 року на каналі Syfy. NXT це гібрид між реаліті-шоу і шоу WWE у прямому ефірі. Переможець шоу отримує можливість підписати контракт з WWE. У лютому 2010 року шоу дебютувало на каналі Syfy. Через місяць після початку шоу, було оголошено, що вже в жовтні SmackDown! перенесеться з MyNetworkTV на Syfy і WWE NXT буде перенесено на інший канал. Останній епізод NXT на каналі Syfy вийшов у ефір 28 вересня. З жовтня шоу триває на WWE.com як трансляції для американських глядачів. Міжнародний показ шоу здійснюється по телебаченню. В Україні WWE NXT транслював телеканал QTV, а з 2024 року мовою оригіналу — Київстар ТБ.

## Зміна формату
У середині 2011 року WWE NXT змінило свій формат, тепер WWE NXT — це не конкурс, а просто інший бренд WWE, який включає у собі інший реслерів WWE, яких на інших шоу не побачиш, таких як Тайсон Кідд, Алекс Райлі, Мейсон Райан і т. д. Та ще досить молоді таланти, такі, як молоді Даррен Янг і Тайтус О'Ніл. З 2010 року були переможці NXT, це тривало до 2013 року . В 2013 році з'явився титул чемпіона NXT . Також з'явився титул чемпіона командних змагань.

## Переможці
- Переможець першого сезону NXT це Уейд Барретт.
- Переможець другого сезону NXT це Кавал.
- Переможець третього сезону NXT це Кейтлін.
- Переможець четвертого сезону NXT став Джонні Кертіс.
- Переможцем п'ятого сезону був Дерік Бейтмен.

Чемпіони NXT:
- Сет Роллінс;
- Біг І Ленгстон.
- БО Даллас.

Командні Чемпіони :
- Олівер Грей та Адріан Невілль.
- Ерік Рован І Люк Харпер — «Сім'я Вайтів».